# Эль-Сайед, Хуссейн
Хуссейн Эль-Сайед (араб. حسين السيد‎; род. 18 сентября 1991, Каир, Египет) — египетский футболист, защитник саудовского клуба «Аль-Иттифак».

## Клубная карьера
Хуссейн родился в египетской столице Каир, и начал заниматься футболом в клубе «Аль-Ахли». В 2009 году Эль-Сайед попал в основной состав клуба, и провёл в нём два сезона, сыграв 1 матч чемпионата. Следующим клубом игрока стал «Миср эль-Макаса», в котором он стал игроком основы и дважды отметился забитым голом. Затем вернулся в родной «Аль-Ахли». Однако стать постоянным игроком в команде игроку не удалось, и с каждый сезоном игровое время сокращалось, и, в итоге, защитник отправился в Саудовскую Аравию в «Аль-Иттифак» на правах аренды.